# 御法度 (电影)
《御法度》（日语：御法度，英文片名： Gohatto，亦称 ）是一部由大岛渚执导的日本电影，在1999年公映。本片改编自司马辽太郎短篇小说集《新选组血风录》中的和。该片以幕末时代的京都为主要场景，以新选组中的男同性恋为视角而进行创作的历史片。本片同时还是大岛渚的遗作。
本片荣获第九届淀川长治奖和首届文化廳优秀电影奖。

## 剧情简介
講述了一位美貌的武士加入新撰組之後，因為他的美貌與人際關係，引起在執行命令上的偏袒與組織間的猜疑，使得整個組織都因情慾暗涌產生的情緒而陷入混亂的故事。

## 演员名单
- 加納惣三郎：松田龍平 飾
- 土方歲三：北野武 飾
- 沖田總司：武田真治 飾
- 田代彪藏：淺野忠信 飾
- 近藤勇：崔洋一 飾
- 菅野平兵衛：的場浩司 飾
- 伊東甲子太郎：伊武雅刀 飾
- 井上源三郎：阪上二郎 飾
- 武田觀柳齋：藤原喜明 飾
- 湯澤藤次郎：田口智朗 飾
- 武藤誠十郎：田中要次 飾
- 宇土俊藏：梅垣義明 飾
- 小川亭老闆娘：中村麻美 飾
- 錦木太夫：神田宇野 飾
- 密探：寺島進 飾

## 所获奖项
| 奖项年份 | 奖项名称       | 奖项类别         | 获奖人             | 获奖结果 |
| -------- | -------------- | ---------------- | ------------------ | -------- |
| 2000年   | 日本电影金像奖 | 新人俳优奖       | 松田龙平           | 獲獎     |
| 2000年   | 日本电影金像奖 | 最优秀作品奖     | 《御法度》         | 提名     |
| 2000年   | 日本电影金像奖 | 最优秀监督奖     | 大岛渚             | 提名     |
| 2000年   | 日本电影金像奖 | 最优秀助演男优奖 | 武田真治           | 提名     |
| 2000年   | 日本电影金像奖 | 最优秀脚本奖     | 大岛渚             | 提名     |
| 2000年   | 日本电影金像奖 | 最优秀摄影奖     | 栗田丰通           | 提名     |
| 2000年   | 日本电影金像奖 | 最优秀照明奖     | 栗田丰通、竹久博司 | 提名     |
| 2000年   | 日本电影金像奖 | 最优秀编集奖     | 大岛朋世           | 提名     |
| 2000年   | 日本电影金像奖 | 最优秀美术奖     | 西冈善信           | 提名     |
| 2000年   | 日本电影金像奖 | 最优秀录音奖     | 安藤邦男           | 提名     |
| 2000年   | 蓝丝带奖       | 最佳电影奖       | 《御法度》         | 獲獎     |
| 2000年   | 蓝丝带奖       | 最佳导演奖       | 大岛渚             | 獲獎     |
| 2000年   | 蓝丝带奖       | 最佳男配角奖     | 武田真治           | 獲獎     |
| 2000年   | 蓝丝带奖       | 最佳新人奖       | 松田龙平           | 獲獎     |
| 2000年   | 戛纳电影节     | 金棕榈奖         | 《御法度》         | 提名     |
| 2000年   | 报知电影奖     | 助演男优赏       | 浅野忠信           | 獲獎     |
| 2001年   | 电影旬报奖     | 最佳新晋演员     | 松田龙平           | 獲獎     |
| 2001年   | 每日电影奖     | 最佳男主角       | 浅野忠信           | 獲獎     |
| 2001年   | 每日电影奖     | 最佳新人         | 松田龙平           | 獲獎     |
| 2001年   | 横滨电影节     | 最佳新人奖       | 松田龙平           | 獲獎     |